# شوندا
شوندا (به آلمانی: Schwenda) یک منطقهٔ مسکونی در آلمان است که در Südharz واقع شده‌است. شوندا ۵۹۷ نفر جمعیت دارد.